# Кильбет
Кильбет или Кильбетское сельское поселение — упразднённая деревня Колосовского района Омской области России. В настоящее время урочище Кильбет на территории Колосовского сельского поселения, сохранилось заброшенное кладбище с развалинами.

## География
Находилась по южному берегу озера Жилое, к северу от озера Караульное у безымянной вершины 106,3

## История
По воспоминаниям бывших жителей, деревня основана в 1928 году и состояла из 8 семей, а в 1935 году стала колхозом «Ударник», в него входило уже 30 хозяйств, с населением 174 человека. Деревня развивалась, по данным на 1952 год население составляло 204 человека на 44 двора. В 1953 году колхоз «Ударник» (Кильбет) стал производственной бригадой колхоза «Красный Октябрь».
Но начавшаяся в 1950х-гг СССР политика укрупнения колхозов решила дальнейшую судьбу деревни. Укрупнение колхозов предполагало объединение мелких деревень в единый хозяйственный центр. Селения, которые не вписывались в государственную схему крупных социалистических гигантов, объединяли небольшое количество дворов, оказались в разряде «неперспективных». Население стало стремительно сокращаться. На 1 января 1972 составляло всего 125 человек. В связи с этим Исполнительный Комитет Колосовского районного Совета депутатов трудящихся от 02.02.1972 принял решение о закрытии Кильбетского ФАП. В течение последующих 3-5 лет уехали последние жители. Основная часть, забрав с собой дома, перебрались на постоянное место жительства в Колосовку, назвали свою улицу Кильбетской, в дальнейшем она была переименована в Колхозную.
Упоминается на карте 1987 года

## Инфраструктура
Было личное подсобное хозяйство и колхоз, действовал ФАП .

## Транспорт
Просёлочная дорога проходила через деревню.